# Ливингстон (Замбия)
Ли́вингстон (англ. Livingstone; местное название — Марамба, англ. Maramba) — город в Замбии, в Южной провинции страны.

## География
Расположен на левом берегу реки Замбези, на границе с Зимбабве, недалеко от водопада Виктория (на юго-западной окраине города). Абсолютная высота — 896 метров над уровнем моря.

## Климат
| Показатель                                                                                  | Янв.  | Фев.  | Март | Апр. | Май  | Июнь | Июль | Авг. | Сен. | Окт. | Нояб. | Дек.  | Год   |
| ------------------------------------------------------------------------------------------- | ----- | ----- | ---- | ---- | ---- | ---- | ---- | ---- | ---- | ---- | ----- | ----- | ----- |
| Средний суточный максимум, °C                                                               | 30,0  | 29,7  | 30,3 | 29,9 | 28,0 | 25,6 | 25,5 | 28,4 | 32,5 | 34,0 | 32,6  | 30,4  | 29,7  |
| Средняя температура, °C                                                                     | 23,6  | 23,2  | 23,1 | 21,9 | 18,9 | 16,0 | 16,1 | 19,3 | 23,9 | 26,2 | 25,1  | 23,6  | 21,7  |
| Средний суточный минимум, °C                                                                | 18,9  | 18,6  | 17,6 | 14,8 | 10,1 | 6,7  | 6,3  | 9,2  | 14,2 | 18,2 | 19,1  | 18,9  | 14,3  |
| Норма осадков, мм                                                                           | 173,7 | 141,1 | 79,5 | 24,0 | 6,0  | 1,5  | 0,1  | 0,3  | 1,6  | 24,8 | 70,4  | 169,1 | 692,1 |
| Источник: [http://www.weather.gov.hk/wxinfo/climat/world/eng/africa/sa_zi/livingstone_e.htm |       |       |      |      |      |      |      |      |      |      |       |       |       |

## Население
По данным на 2013 год численность населения составляет 144 901 человек.
Динамика численности населения города по годам:
| 1990   | 2000     | 2013      |
| ------ | -------- | --------- |
| 76 875 | ↗ 97 488 | ↗ 144 901 |

## Экономика
За последние 10 лет, несмотря на упадок промышленности и закрытия текстильных фабрик, которые не в состоянии конкурировать с азиатскими товарами, город пережил возрождение в сфере туризма. Туристов главным образом притягивает водопад Виктория, мост его имени и национальный парк Моси-ао-Тунья («гремящий дым»), имеются также Национальный музей Замбии (основан в 1935 году), музей Ливингстона, этнографический музей под открытым небом Марамба на берегу одноименной реки (вблизи водопада Виктория), железнодорожный музей и др. Город привлекает поток инвестиций в сеть отелей и инфраструктуру магазинов и ресторанов.

## Транспорт
Ливингстон является железнодорожным узлом. Через город проходит трансафриканское Шоссе Каир-Кейптаун и несколько региональных автомобильных дорог. Имеется международный аэропорт имени Гарри Мванги Нкумбулы.

## Галерея

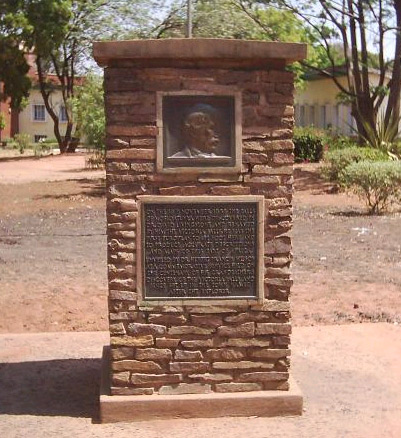
Памятник Давиду Ливингстону
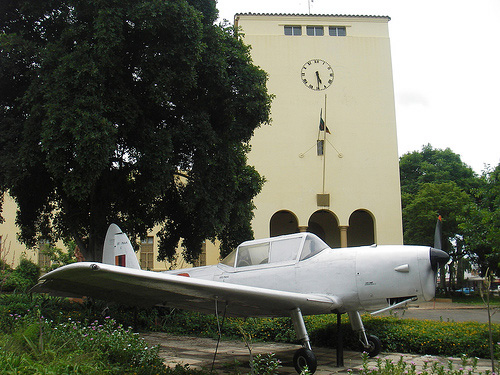